# 대한민국 형법 제159조
대한민국 형법 제159조는 사체 등의 오욕에 관한 형법 각칙의 조문이다.

## 조문
제159조 【사체 등의 오욕】
사체, 유골 또는 유발을 오욕한 자는 2년 이하의 징역 또는 500만원 이하의 벌금에 처한다.

## 같이 보기
- 신앙에 관한 죄